# La Vall d'Ebo
La Vall d'Ebo, o simplement Ebo, és un municipi del País Valencià situat a la comarca de la Marina Alta.

## Geografia

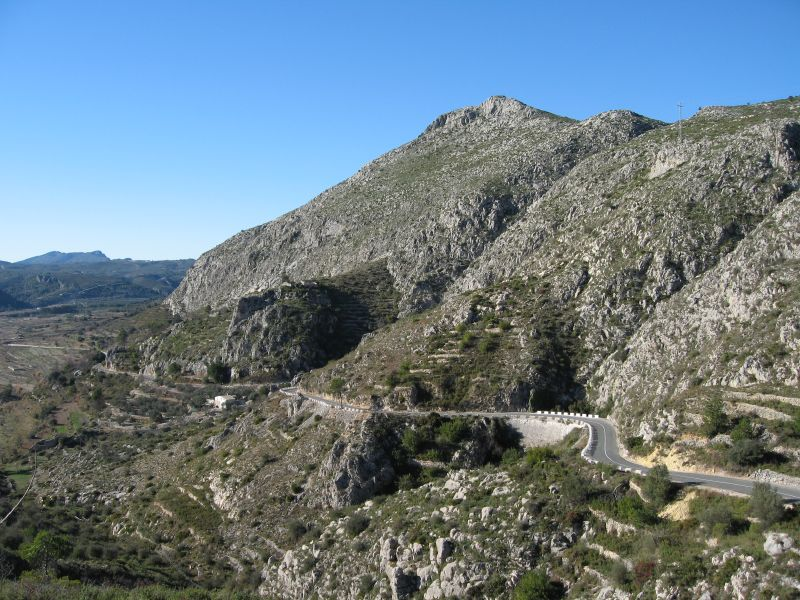
El barranc de l'Infern al seu pas per la Vall d'Ebo.

La característica més distintiva i atractiva d'Ebo és un paisatge propici per a realitzar activitats a l'aire lliure. En els 32,4 km² de terme que recorre el riu Ebo (o Girona) trobem el barranc de l'Infern, on es practica senderisme; els avencs i la cova del Rull, on es fa espelologia; els tolls, piscines naturals aptes per al bany que forma l'Ebo, així com les fonts del Monjo, d'En Gili, de la Serra, amb llavador del xviii, que subministra l'aigua potable al poble.
S'accedix a la localitat per carretera, des d'Alacant, a través de la N-332, prenent després la CV-700 per accedir a Pego i enllaçar amb la CV-712.
El terme de la Vall d'Ebo limita amb els termes municipals de l'Atzúbia, Castell de Castells, Orba, Pego, Tollos, la Vall d'Alcalà, la Vall de Gallinera i la Vall de Laguar.

## Història
A la Cova Fosca hi ha restes de presència humana del Neolític antic, amb ceràmiques, cardials, nuclis piramidals, fulls i raspadors de sílex, i enterraments a l'Eneolític de ceràmica campaniforme incisa. Conté diversos gravats i també un jaciment que ha permés datar les pintures d'art llevantí en una data pròxima a 10000 aC.
Són poques les dades històriques conegudes sobre Ebo, si bé al seu terme s'han trobat restes neolítiques, calcolítiques i del Bronze. Encara es poden trobar a la vall restes de les alqueries que la componien i que, amb els seus topònims, delaten el seu origen islàmic: Bisbilan, Ben icid, Benicais, Serra, Benisuai, Millans, Cairola, Benesseit i La Solana. Ebo és l'única que va sobreviure a l'expulsió de 1609. Després d'unir-se a la revolta d'Al-Azraq va ser repoblada, pel seu primer senyor, Bernat de Sarrià, amb cristians mallorquins.

## Demografia
El municipi té una població de 219 habitants (INE 2022). Un 13,26% del cens és de nacionalitat estrangera, majoritàriament procedents d'altres països de la Unió Europea.
| Pobació | 628 | 746 | 774 | 796 | 779 | 825 | 800 | 745 | 560 | 458 | 390 | 354 | 355 | 309 | 297 | 299 |

## Economia
La seua economia ha sigut tradicionalment agropecuària, la qual cosa explicaria la intensa desforestació del seu terme, els quals pobladors pretenien guanyar terreny per als pasturatges. La seua agricultura és la típica del secà: olivera, cereal, ametler i garrofer. També es conreen alguns fruiters i hortalisses. La propietat de la terra es troba àmpliament distribuïda, encara que la seua pobresa explica la fort emigració que ha patit la localitat.

## Alcaldia
Des de 2023 l'alcaldessa de la Vall d'Ebo és Sara Moll Montaner de Compromís (Acord per a Guanyar), que va trencar per primera volta amb l'hegemonia política del PSPV-PSOE des de les primeres eleccions democràtiques.
| Període                       | Alcalde o alcaldessa                          | Partit polític | Data de possessió     | Observacions |
| ----------------------------- | --------------------------------------------- | -------------- | --------------------- | ------------ |
| 1979–1983                     | Juan Monfort Pedor                            | PSPV-PSOE      | 19/04/1979            | --           |
| 1983–1987                     | Juan Frau Mengual                             | PSPV-PSOE      | 28/05/1983            | --           |
| 1987–1991                     | Juan Frau Mengual                             | PSPV-PSOE      | 30/06/1987            | --           |
| 1991–1995                     | Juan Frau Mengual                             | PSPV-PSOE      | 15/06/1991            | --           |
| 1995–1999                     | Juan Frau Mengual                             | PSPV-PSOE      | 17/06/1995            | --           |
| 1999–2003                     | Juan Frau Mengual                             | PSPV-PSOE      | 03/07/1999            | --           |
| 2003–2007                     | Juan Frau Mengual                             | PSPV-PSOE      | 14/06/2003            | --           |
| 2007–2011                     | Rafael Llodrá i Masanet                       | PSPV-PSOE      | 16/06/2007            | --           |
| 2011–2015                     | Rafael Llodrá i Masanet                       | PSPV-PSOE      | 11/06/2011            | --           |
| 2015–2019                     | Rafael Llodrá i Masanet Leonor Jiménez Dámaso | PSPV-PSOE      | 13/06/2015 24/10/2017 | Defunció --  |
| 2019-2023                     | Leonor Jiménez Dámaso                         | PSPV-PSOE      | 15/06/2019            | --           |
| Des de 2023                   | Sara Moll Montaner                            | Compromís      | 17/06/2023            | --           |
| Fonts: Generalitat Valenciana |                                               |                |                       |              |

## Monuments i llocs d'interès

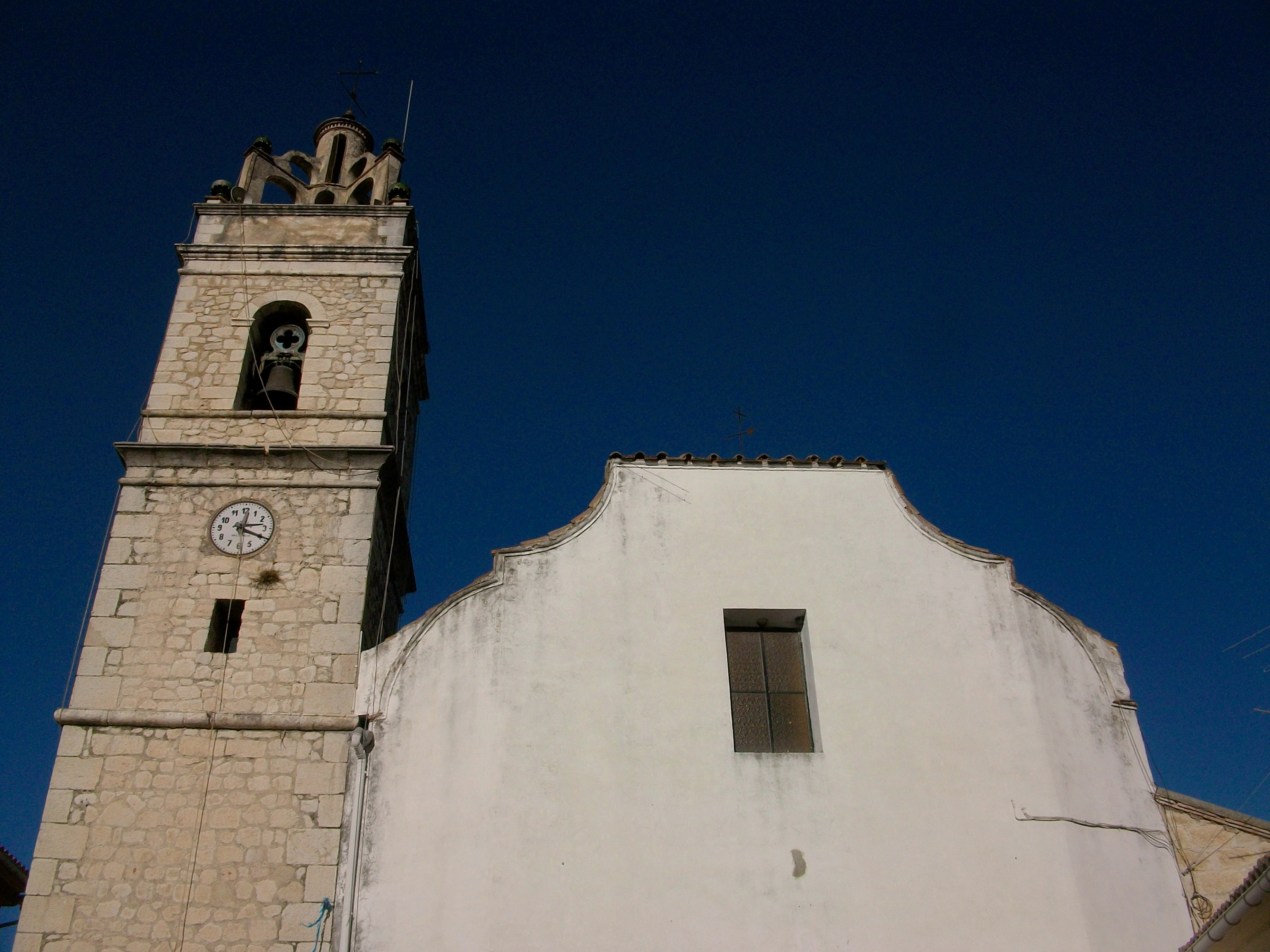
Església de Sant Miquel.

- Església de Sant Miquel. Barroca, conserva una talla de la Mare de Déu dels Desemparats del segle xvii.

- Cova del Rull. Té un valor geològic important. La cavitat està desenvolupada en conglomerats calcaris d'edat miocena (entre 23,5 i 5,3 milions d'anys d'antiguitat) i es localitza a la unitat geològica del Prebètic. Presenta abundants espeleotemes amb orígens i morfologies variades com són les estalagmites, estalactites, colades, banderes, etc.

- Museu Etnològic.

## Festes i celebracions
L'últim diumenge d'abril s'hi celebra la Fira del Bescanvi. Les festes patronals se celebren durant la primera setmana d'agost.